# Domžale
Domžale – miasto w Słowenii, siedziba gminy Domžale. W 2018 roku liczyło 12 922 mieszkańców.
Jest położone ok. 10 km na północny wschód od Lublany, nad rzeką Kamniška Bistrica. Miejscowa gospodarka oparta jest na przemyśle chemicznym, metalowym, papierniczym i skórzanym.